# Vicente Pernía
Vicente Alberto Pernía (* 25. April 1949 in Tandil) ist ein ehemaliger argentinischer Fußballspieler. Mit den Boca Juniors gewann er zweimal die Copa Libertadores und einmal den Weltpokal.

## Karriere
Vicente Pernía, geboren am 25. April 1949 in Tandil in der Provinz Buenos Aires, begann seine fußballerische Laufbahn in der Jugend von Estudiantes de La Plata. Als 20-Jähriger wurde er unter Trainer Osvaldo Zubeldía im Jahre 1969 in die erste Mannschaft von Estudiantes de La Plata aufgenommen, die damals zu den erfolgreichsten Teams im südamerikanischen Fußball zählte. Zwischen 1968 und 1970 gewann die Mannschaft um Spieler wie Juan Ramón Verón, Carlos Bilardo oder Néstor Togneri dreimal in Serie die Copa Libertadores, den wichtigsten Wettbewerb für Vereinsmannschaften in Südamerika. 1971 scheiterte man zudem erst im Endspiel an Nacional Montevideo. Vicente Pernía hatte an diesen Erfolgen allerdings nur einen geringen Anteil. Er gehörte nicht zum Kreis der Stammmannschaft von Estudiantes und kam in keinem der drei Finalspiele zum Einsatz.
Im Winter 1972/73 verließ Vicente Pernía Estudiantes de La Plata und wechselte nach Buenos Aires zu den Boca Juniors. Bei der Mannschaft aus dem Armenviertel La Boca erlebte er seine erfolgreichste Phase als Fußballspieler. Von 1973 bis 1981 wurde Pernía in insgesamt 238 Ligaspielen mit zehn Toren für seinen neuen Arbeitgeber eingesetzt. Seinen ersten Titel mit den Boca Juniors holte der rechte Verteidiger im Torneo Metropolitano der Primera División 1976. Dieses beendete man als Erster der Finalrunde mit drei Punkten vor CA Huracán. Im gleichen Jahr konnte das Team von Trainer Juan Carlos Lorenzo mit dem Sieg im Torneo Nacional noch einen zweiten Meistertitel hinzufügen. Hier besiegte man im Endspiel den Stadtrivalen CA River Plate mit 1:0. Durch diese Erfolge waren die Boca Juniors startberechtigt für die Copa Libertadores 1976. Nachdem man die Gruppenphase als Gruppenerster überstand, ließ man in der zweiten Runde auch Deportivo Cali aus Kolumbien sowie Club Libertad aus Paraguay hinter sich und qualifizierte sich damit für das Endspiel der Copa Libertadores, wo man auf das brasilianische Team von Titelverteidiger Cruzeiro Belo Horizonte traf. Nachdem beide Teams ihr Finalheimspiel mit 1:0 gewonnen hatten, musste ein Entscheidungsspiel den Sieger ermitteln. Dieses ging dann auch noch in die Verlängerung, nach deren Ende sich die Boca Juniors in Montevideo mit 5:4 durchsetzen konnten. Vicente Pernía stand in allen drei Finalspielen in der Startformation und traf im Elfmeterschießen zum zwischenzeitlichen 4:3. Wenig später holten die Boca Juniors gegen den deutschen Vertreter Borussia Mönchengladbach mit 5:2 nach Hin- und Rückspiel auch den Weltpokal. In der Copa Libertadores 1978 konnte Boca als Titelverteidiger erneut ins Endspiel einziehen, nachdem man in der zweiten Gruppenphase River Plate sowie Atlético Mineiro hinter sich gelassen hatte. Im Finale sahen sich die Boca Juniors dem kolumbianischen Team von Deportivo Cali gegenüber, das im Hinspiel im Estadio Olímpico Pascual Guerrero ein torloses Remis erreichte. Das Rückspiel in Buenos Aires konnten die Boca Juniors dann allerdings mit 4:0 klar gewinnen und den Titel in der Copa Libertadores verteidigen. Der Verein erlebte damals eine sehr erfolgreiche Zeit im Schatten der Militärdiktatur, die eigentlich den Lokalrivalen River Plate versuchte zu unterstützen. Im Jahr 1981 konnte im Torneo Metropolitano noch ein Meistertitel errungen werden.
1981 war Vicente Pernía jedoch kein Stammspieler mehr bei den Boca Juniors. Er wechselte zur Saison 1982 zu CA Vélez Sársfield, wo er noch ein Jahr unter Vertrag stand, ehe er seine Laufbahn im Alter von 33 Jahren beendete. In diese Karriere fielen auch zehn Länderspiele für die argentinische Fußballnationalmannschaft, in denen ihm kein Treffer gelang. Der damalige Nationaltrainer César Luis Menotti gab langfristig allerdings Jorge Olguín den Vorrang auf der Position Pernías.

## Erfolge
- Copa Libertadores: 4×

1969 und 1970 mit Estudiantes de La Plata
1977 und 1978 mit den Boca Juniors
- Weltpokal: 1×

1977 mit den Boca Juniors
- Argentinische Meisterschaft: 3×

Metropolitano 1976, Nacional 1976, Metropolitano 1981 mit den Boca Juniors